# 828 a.C.
L'828 a.C. (DCCCXXVIII a.C. in numeri romani) è un anno  del IX secolo a.C.

## Morti
- Sarduri I, re di Urartu